# Jerzy I (syryjsko-prawosławny patriarcha Antiochii)
Jerzy I (ur. ?, zm. 790) – w latach 758-790 50. syryjsko-prawosławny Patriarcha Antiochii. Jest uznawany przez Syryjski Kościół Ortodoksyjny za świętego. Ten kościół wspomina go 7 grudnia. 